# Österreichische Historikerkommission
Die Historikerkommission der Republik Österreich war eine zwischen 1998 und 2003 tätige Kommission, die im Auftrag der österreichischen Regierung den „Vermögensentzug“ während der Zeit des Nationalsozialismus sowie seither erfolgte Rückgaben bzw. Entschädigungsmaßnahmen erforschte.
Innerhalb von vier Jahren wurde dieser Auftrag unter Beteiligung von 160 Forschern und in Form von 47 Projekten abgewickelt. Die umfassenden Ergebnisse wurden in 49 Bänden veröffentlicht. Mit der Übergabe des Schlussberichtes an die Auftraggeber am 24. Jänner 2003 beendete die Historikerkommission ihre Tätigkeit.

## Vorgeschichte
Nach dem Zweiten Weltkrieg herrschte in Österreich die „Opferthese“ vor, also das Geschichtsbild, dass die Republik Österreich 1938 überfallen worden war und bis 1945 nicht existierte. Mit diesem Standpunkt konnten erfolgreich Ansprüchen auf Staatsgebiet oder auf deutsches Eigentum abgewehrt werden und er half bei der Festigung der österreichischen Identität. Allerdings wurde er bald dazu instrumentalisiert, auch berechtigte Rückstellungsansprüche abzuweisen. Erst im Zuge der Waldheim-Affäre ab 1986 setzte allmählich eine differenzierte Betrachtung der Geschichte ein.
Im Juni 1987 setzte Österreichs Regierung eine internationale Historikerkommission ein, die bis Februar 1988 „kein persönliches schuldhaftes Verhalten“ und „keine Beteiligung an Kriegsverbrechen“ von Kurt Waldheim (österreichischer Bundespräsident 1986–1992) finden konnte. Aufgrund seiner Funktionen war Waldheim jedoch sehr gut informiert über Kriegsverbrechen.
Nach dem Fall der Mauer und des Eisernen Vorhangs 1989/90 gab es in zahlreichen europäischen Ländern verstärkte Bestrebungen zur Vergangenheitsbewältigung. Bis zu ihrem Untergang hatte z. B. das SED-Regime immer wieder westdeutschen Politikern und anderen Funktionsträgern eine NS-Vergangenheit vorgeworfen oder sie sonst wie zu diskreditieren versucht.
1990 wurde eine Deutsch-tschechische Historikerkommission ins Leben gerufen.
Ende 1996 setzte der Schweizer Bundesrat die Unabhängige Expertenkommission Schweiz – Zweiter Weltkrieg ein. Sie untersuchte im Rahmen des Verfahrens um jüdische Vermögen bei Schweizer Banken den Verbleib von während des Zweiten Weltkriegs in die Schweiz transferierten Vermögenswerten.

## Mandat und Themenbereiche
Die Historikerkommission wurde am 1. Oktober 1998 vom damaligen Bundeskanzler Viktor Klima, vom Vizekanzler und den Präsidenten des Nationalrates und des Bundesrates eingesetzt. Sie erhielten das Mandat zur Erforschung und Berichterstattung über den „gesamten Komplex Vermögensentzug auf dem Gebiet der Republik Österreich während der NS-Zeit sowie Rückstellungen bzw. Entschädigungen (sowie wirtschaftliche und soziale Leistungen) der Republik Österreich ab 1945“.
Im Arbeitsprogramm der Kommission wurden als Themenbereiche festgelegt: Vermögensentzug bei Juden („Arisierungen“), bei Roma und Sinti und anderen nationalen Minderheit, bei Vereinen, Stiftungen und Fonds, bei der Israelitischen Kultusgemeinde und der Katholischen Kirche, sowie die Fragen der Rückstellungen und Entschädigungen nach 1945.

## Mitglieder und ständige Experten
Mitglieder waren folgende Personen:
- Brigitte Bailer-Galanda, wissenschaftliche Leiterin des Dokumentationsarchivs des Österreichischen Widerstands, stellvertretende Vorsitzende
- Clemens Jabloner, Präsident des Verwaltungsgerichtshofes, Vorsitzender der Historikerkommission
- Michael John, stv. Vorstand des Instituts f. Sozial- und Wirtschaftsgeschichte der Johannes Kepler Universität Linz
- Robert Graham Knight, Historiker  Department of Politics, International Relations and European Studies Loughborough University
- Lorenz Mikoletzky, Generaldirektor des  Österreichischen Staatsarchives, stellvertretender Vorsitzender
- Bertrand Perz, stellvertretender Institutsvorstand des Instituts für Zeitgeschichte der Universität Wien
- Roman Sandgruber, Vorstand des Instituts für Sozial- und Wirtschaftsgeschichte der Johannes Kepler Universität Linz

Der Historikerkommission gehörten u. a. folgende Personen als ständige Experten an:
- Georg Graf
- Karl Stuhlpfarrer
- Alice Teichova, britische Wirtschaftshistorikerin

Forschungskoordinatorin:
- Eva Blimlinger